# Janício Martins
Janício de Jesus Gomes Martins (Tarrafal, Cabo Verde, 30 de noviembre de 1979), futbolista caboverdiano. Juega de defensa y actualmente está sin equipo.

## Selección nacional
Ha sido internacional con la Selección de fútbol de Cabo Verde, ha jugado 12 partidos internacionales y ha anotado 2 goles.

## Clubes
| Club                 | País       | Año       |
| -------------------- | ---------- | --------- |
| FC Boavista          | Cabo Verde | 1997-2001 |
| Estrela da Amadora   | Portugal   | 2001-2002 |
| SC Uniao Torreense   | Portugal   | 2002-2005 |
| Vitória Setúbal      | Portugal   | 2005-2009 |
| Anorthosis Famagusta | Chipre     | 2009-2012 |